# Warren Kiefer
Warren David Kiefer (auch bekannt als Lorenzo Sabatini; * 1929 in Rochelle Park, New Jersey; † 1995 in Buenos Aires) war ein US-amerikanischer Autor, Filmregisseur und Drehbuchautor.

## Leben
Kiefer studierte an der University of New Mexico. 1958 wurde bei Random House sein zusammen mit Harry Middleton geschriebener erster Roman Pax unter dem Pseudonym „Middleton Kiefer“ veröffentlicht. Bald darauf verließ Kiefer Familien, Beschäftigung und Heimat und ging nach Italien. Kiefer ließ sich in Rom nieder, heiratete eine Argentinierin und nahm als Künstlernamen den an den italienischen Manieristen Lorenzo Sabbatini angelehnten an. Mit diesem Namen zeichnete er für einen ersten Film in Zusammenarbeit mit Michael Reeves, in dem Donald Sutherland seine erste Filmrolle spielte. 1968 und 1970 drehte er zwei weitere Filme; daneben entstand noch ein Drehbuch für Denys McCoy.
Anschließend wandte er sich wieder der Literatur zu. 1972 erschien sein zweiter Roman The Lingala Code, 1976 The Pontius Pilate Papers und im Folgejahr The Kidnappers, der in Argentinien spielt, wohin Kiefer sich mit seiner Frau begab und noch mehrere Werke schrieb.

## Veröffentlichungen
- mit Harry Middleton: Pax. 1958.
- The Lingala Code. Random House 1972, ISBN 0-394-47956-4. (deutsch: Der Lingala Code. Heyne, München 1977, ISBN 3-453-82001-0)
- The Pontius Pilate Papers. Hamish Hamilton 1976, ISBN 0-241-89485-9.
- The Kidnappers. Harper & Row 1977, ISBN 0-06-012368-0.
- Perpignon Exchange. Dutton Adult 1990, ISBN 1-55611-227-0.
- Outlaw. Signet 1991, ISBN 0-451-16954-9.
- The Stanton Succession. Dutton Adult 1992, ISBN 1-55611-282-3. (deutsch: Der dritte Kandidat. Bastei-Lübbe 1993, ISBN 3-404-13503-2)

## Filmografie (Auswahl)

### Regie
- 1964: Il castello dei morti vivi (Ko-Regie)
- 1968: Schach der Mafia (Scacco alla mafia) (& Drehbuch)
- 1970: Mademoiselle de Sade e i suoi vizi (& Drehbuch)

### Drehbuch
- 1965: Vergeltung in Catano (Tierra de fuego)
- 1968: Die letzte Rechnung zahlst du selbst (Al di là della legge)
- 1971: The Last Rebel